# Lispoides insularis
Lispoides insularis är en tvåvingeart som beskrevs av Willi Hennig 1957. Lispoides insularis ingår i släktet Lispoides och familjen husflugor.
Artens utbredningsområde är Juan Fernández-öarna. Inga underarter finns listade i Catalogue of Life.